# Eosentomon rusekianum
Eosentomon rusekianum är en urinsektsart som beskrevs av Jörg Stumpp och Andrzej Szeptycki 1989. Eosentomon rusekianum ingår i släktet Eosentomon och familjen trakétrevfotingar. Inga underarter finns listade i Catalogue of Life.